# PSV Eindhoven (női csapat)
A PSV Eindhoven női labdarúgó szakosztályát 2012. június 4-én alapították a PSV és a Football Club Eindhoven közös egyesületeként. A holland első osztályban érdekelt.

## Klubtörténet
A kezdetekben PSV/FC Eindhoven néven szerepeltek, 2015. július 1-je óta használják hivatalosan a PSV megnevezést.

## Sikerlista
- Holland kupagyőztes (1): 2021
- Holland kupadöntős (3): 2014, 2017, 2018

## Játékoskeret
2022. szeptember 16-tól
| #  |     | Poszt | Név                |
| -- | --- | ----- | ------------------ |
| 1  | NED | K     | Lisan Alkemade     |
| 21 | NED | K     | Daniëlle de Jong   |
| 31 | BEL | K     | Femke Bastiaen     |
| 2  | NED | V     | Gwyneth Hendriks   |
| 3  | NED | V     | Melanie Bross      |
| 4  | NED | V     | Mandy van den Berg |
| 5  | NED | V     | Janou Levels       |
| 6  | NED | V     | Janneke Verheijen  |
| 8  | NED | V     | Siri Worm          |
| 17 | NED | V     | Senna Koeleman     |
| 23 | NED | V     | Kika van Es        |
| 10 | NED | KP    | Inessa Kaagman     |
| 14 | NED | KP    | Laura Strik        |

| #  |     | Poszt | Név                |
| -- | --- | ----- | ------------------ |
| 15 | NED | KP    | Emmeke Henschen    |
| 18 | DEN | KP    | Caroline Rask      |
| 20 | BEL | KP    | Julie Biesmans     |
| 25 | NED | KP    | Dieke van Straten  |
| 29 | NED | KP    | Chimera Ripa       |
| 7  | NED | CS    | Esmee Brugts       |
| 9  | NED | CS    | Joëlle Smits       |
| 11 | NED | CS    | Nadia Coolen       |
| 19 | NED | CS    | Jeslynn Kuijpers   |
| 21 | NED | CS    | Maxime Snellenberg |
| 24 | NED | CS    | Shi-Jona Martina   |
| 26 | NED | CS    | Zera Hulswit       |
| 28 | NED | CS    | Shanique Dessing   |

### Kölcsönben
| # |     | Poszt | Név                                               |
| - | --- | ----- | ------------------------------------------------- |
|   | DEN | CS    | Amalie Thestrup (kölcsönben a West Ham Unitednél) |

| # |  | Poszt | Név |
| - |  | ----- | --- |

## Korábbi híres játékosok
| - Lucie Akkerman - Sabine Becx - Marjolijn van den Bighelaar - Janneke Bijl - Manon van den Boogaard - Marije Brummel - Angela Christ - Daniëlle van de Donk - Kayleigh van Dooren - Maran van Erp - Kika van Es - Melissa Evers - Dana Foederer - Sisca Folkertsma - Michelle Hendriks - Marlou Kelleners - Kirsten Koopmans - Romée Leuchter - Vanity Lewerissa - Vita van der Linden | - Desiree van Lunteren - Kim Mourmans - Aniek Nouwen - Naomi Pattiwael - Marlou Peeters - Pleun Raaijmakers - Yvonne van Schijndel - Nurija van Schoonhoven - Katja Snoeijs - Sari van Veenendaal - Lisanne Vermeulen - Maruschka Waldus - Mauri van de Wetering - Sara Yuceil - Chelsea Burns - Elisabeth Jean - Maddy Williams - Amy Harrison - Kyah Simon - Sylke Calleeuw | - Davinia van Mechelen - Kaycie Tillman - Aline Zeler - Szofía Náti - Anna Björk Kristjánsdóttir - Berglind Björg Þorvaldsdóttir - Dominique Bond Flasza - Lisa Pechersky - Rácz Zsófia - Rachel Cuschieri - Anika Rodríguez - Cecilia Santiago - Georgina Carreras - Elixabete Sarasola - Kristina Erman |